# Temelia Brașov
Temelia Brașov este o companie producătoare de ciment, var și ipsos din România.
După 1990, compania s-a privatizat prin metoda MEBO.
În 1994, jumătate s-a desprins și a format SC Prescon SA, firmă care a stat la baza grupului Prescon deținut de omul de afaceri Ioan Neculaie.
O altă parte, în jur de 20%, s-a transformat în Temvar SA, înființată în noiembrie 1994.
Gheorghe Duțu, fost director tehnic la Temelia, a fost asociat și director general al Temvar SA din 1996 până în 2000, când a intrat în Camera Deputaților.
Ani de-a rândul, fabrica Temelia a avut probleme de mediu, pentru că răspândea în aer, chiar în mijlocul orașului, mult mai multă pulbere fină decît prevăd normele de protecție a mediului.
În anul 2003, grupul belgian Carmeuse a preluat 96,7% din acțiunile Temelia Brașov, cu fabrici de var la Deva și Brașov, de la HeidelbergCement pentru 10 - 11 milioane euro.